# Giulio Terzi di Sant’Agata

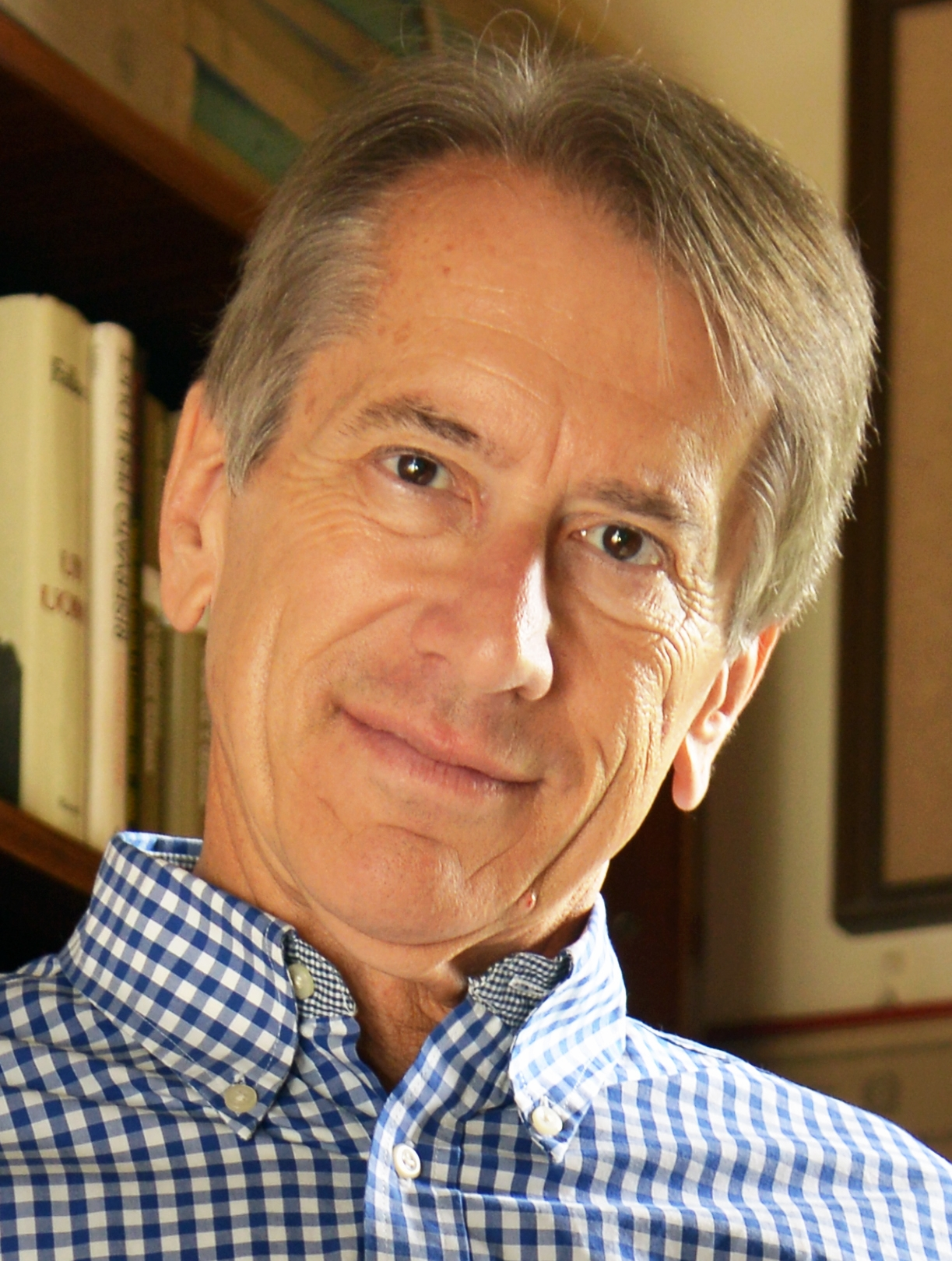
Giulio Terzi di Sant’Agata (2013)

Giuliomaria Terzi di Sant’Agata (kurz Giulio Terzi; * 9. Juni 1946 in Bergamo) ist ein italienischer Diplomat und Politiker. Er war 2002–04 italienischer Botschafter in Israel, 2008–09 Ständiger Vertreter Italiens bei den Vereinten Nationen und 2009–11 Botschafter in den Vereinigten Staaten. Von November 2011 bis März 2013 war er Außenminister in der aus Fachleuten bestehenden Regierung Monti.

## Werdegang
Giulio Terzi di Sant’Agata stammt aus einer alten lombardischen Adelsfamilie. In Mailand studierte er Rechtswissenschaften und spezialisierte sich dabei auf Völkerrecht.
1973 trat er in den Auswärtigen Dienst Italiens ein. Er war zunächst zwei Jahre beim Protokollarischen Dienst des Außenministeriums tätig, dann als Erster Sekretär an der italienischen Botschaft in Paris. 1978 wurde er Assistent des Generalsekretärs des Außenministeriums und dann knapp fünf Jahre Botschaftsrat für Wirtschafts- und Handelsangelegenheiten in Ottawa, Kanada. Als italienischer Generalkonsul in Vancouver organisierte er während der dortigen Expo 86 verschiedene Veranstaltungen zur Stärkung der wirtschaftlichen und kulturellen Beziehungen Italiens zu Kanada.  1987 kehrte er ins Ministerium nach Rom zurück und übernahm dort Aufgaben in den Abteilungen für Wirtschaft und Personal. Die nächste Auslandsverwendung führte ihn nach Brüssel, wo er als politischer Berater bei der Vertretung Italiens bei der NATO tätig war.
Es folgte von 1993 bis 1998 die italienische Vertretung bei den Vereinten Nationen in New York City, wo er schließlich stellvertretender Leiter der Ständigen Vertretung wurde. Zurück in Rom übernahm Terzi di Sant’Agata den Posten des stellvertretenden Generalsekretärs des Außenministeriums und dann die Leitung der Abteilung für politische Angelegenheiten und Menschenrechte. Von 2002 bis 2004 war er italienischer Botschafter in Israel. In dieser Position setzte er sich für eine Einladung des italienischen Außenministers Gianfranco Fini nach Israel ein. Dies war umstritten, da Fini seine politische Karriere beim neofaschistischen Movimento Sociale Italiano (MSI) begonnen hatte. Inzwischen hatte er sich jedoch vom Faschismus distanziert und präsentierte sich als Freund Israels. Von 2008 bis 2009 war Terzi Ständiger Vertreter Italiens bei den Vereinten Nationen und anschließend italienischer Botschafter in den Vereinigten Staaten.

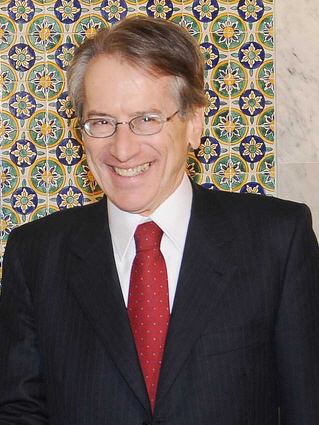
Terzi als Außenminister (2012)

Seine Ernennung zum Außenminister in der aus Fachleuten bestehenden Regierung von Mario Monti kam so überraschend, dass Terzi di Sant’Agata am 16. November 2011 zur Vereidigung der Minister im Quirinalspalast nicht erscheinen konnte. Seine Vereidigung wurde später nachgeholt. In Rom hieß es, Gianfranco Fini habe Terzi als Außenminister vorgeschlagen. Dessen konservative Partei Futuro e Libertà per l’Italia (FLI) unterstützte die Regierung Montis im Parlament. Am 26. März 2013 trat Terzi als Außenminister zurück. Grund war ein Streit um zwei in Indien des Mordes angeklagte italienische Marineinfanteristen. Die Regierung Monti entschied, diese für ein Gerichtsverfahren zurück nach Indien zu schicken, was Terzi nicht mittragen wollte. Ab 2014 engagierte er sich für die rechtsextreme Partei Fratelli d’Italia (FdI).
Terzi ist zum zweiten Mal verheiratet und ist Vater von Zwillingen.

## Ehrungen (Auswahl)
- Verdienstorden der Italienischen Republik (Großkreuz) (2010)[8]